# The Country Boy
The Country Boy er en amerikansk stumfilm fra 1915 af Frederick A. Thomson.

## Medvirkende
- Marshall Neilan som Tom Wilson.
- Florence Dagmar som Jane Belknap.
- Dorothy Green som Amy Leroy.
- Loyola O'Connor som Mrs. Wilson.
- Mrs. Lewis McCord som Mrs. Bannon.